# Dinajpur-6
 (avril 2025).
Si vous disposez d'ouvrages ou d'articles de référence ou si vous connaissez des sites web de qualité traitant du thème abordé ici, merci de compléter l'article en donnant les références utiles à sa vérifiabilité et en les liant à la section « Notes et références ».
 (janvier 2024).
Dinajpur-6 est une circonscription électorale au Jatiya Sangsad (Parlement) du Bangladesh.
Elle est représentée par Shibli Sadique de la Ligue Awami depuis 2014.

## Frontières
La circonscription comprend les régions de Birampur, Ghoraghat, Hakimpur et Nawabganj. 

## Histoire
La circonscription a été créée pour les premières élections législatives du Bangladesh indépendant, tenues en 1973.

## Membres du Parlement
| Élection                                 | Membre                     | Parti                         |
| ---------------------------------------- | -------------------------- | ----------------------------- |
| 1973                                     | Mohammed Yusuf Ali         | Ligue Awami                   |
| 1979                                     | Golam Rahman Shah          | Ligue Awami                   |
| Modifications importantes des frontières |                            |                               |
| 1986                                     | Zafar Muhammad Lutfar      | PAN (Muzaffar)                |
| 1988                                     | Abdus Sattar Chowdhury     | Parti jatiya (Ershad)         |
| 1991                                     | Azizur Rahman Chowdhury    | Jamaat-e-Islami du Bangladesh |
| 1996                                     | Md. Mostafizur Rahman Fizu | Ligue Awami                   |
| 2001                                     | Azizur Rahman Chowdhury    | Jamaat-e-Islami du Bangladesh |
| 2008                                     | Azizul Haque Choudhury     | Ligue Awami                   |
| 2014                                     | Shibli Sadique             | Ligue Awami                   |